# Niegryłów
Niegryłów (Negrylów, Negryłów) – potok, lewy dopływ górnego Sanu o długości 4,98 km i powierzchni zlewni 5,77 km².
Potok płynie w Bieszczadach Zachodnich. Jego źródlisko znajduje się na wschodnim stoku Kińczyka Bukowskiego oraz Stińskiej, na wysokości ok. 1100 m n.p.m. Spływa w kierunku N-NE, a następnie, w okolicy wzniesień Szczołb oraz Kiczera Beniowska uchodzi do Sanu (ok. 740 m n.p.m.).
Nad potokiem, w pobliżu ujścia, do niedawna znajdował się Schron nad Negrylowem, będący ostatnim miejscem na awaryjny nocleg podczas wędrówki przez Worek Bieszczadzki do leżących po polskiej stronie źródeł dopływów górnego Sanu. Schron ten został ostatecznie rozebrany przez Bieszczadzki Park Narodowy w lecie 2008 roku.